# هانس مور
هانس مور (بالإنجليزية: Hans Garrett Moore)‏ هو عسكري أيرلندي، ولد في 31 مارس 1834 في Carlingford, County Louth ‏ في جمهورية أيرلندا، وتوفي في 6 أكتوبر 1889 في Lough Derg (Shannon) ‏ في جمهورية أيرلندا بسبب غرق.